# Saad Hinti
Saad Hinti (in arabo سعد حنتي‎?; 27 aprile 2002) è un ostacolista marocchino vincitore della medaglia d'oro ai Giochi panafricani nei 400 m ostacoli.

## Record nazionali
Seniores
- 400 metri ostacoli: 48"82 ( Accra, 21 marzo 2024)

juniores
- 300 metri piani: 33"67" ( Rabat, 27 marzo 2021)

## Progressione

### 400 metri ostacoli
| Stagione | Misura | Luogo    | Data      | Rank. Mond. |
| -------- | ------ | -------- | --------- | ----------- |
| 2024     | 48"82  | Accra    | 21-3-2024 |             |
| 2023     | 49"32  | Kinshasa | 4-8-2023  |             |
| 2022     | 50"29  | Rabat    | 24-7-2022 |             |
| 2021     | 51"97  | Rabat    | 7-4-2021  |             |

## Palmarès
| Anno | Manifestazione           | Sede     | Evento   | Risultato | Prestazione | Note  |
| ---- | ------------------------ | -------- | -------- | --------- | ----------- | ----- |
| 2021 | Mondiali U20             | Nairobi  | 400 m hs | Batteria  | dns         |       |
| 2023 | Giochi della Francofonia | Kinshasa | 400 m hs | Oro       | 49"32       | [ 1 ] |
| 2023 | Giochi della Francofonia | Kinshasa | 4x400 m  | Oro       | 3'03"44     | [ 2 ] |
| 2024 | Giochi panafricani       | Accra    | 400 m hs | Oro       | 48"82       | [ 3 ] |
| 2024 | Campionati africani      | Douala   | 400 m hs | Finale    | dns         |       |

## Campionati nazionali
- 1 volta campione nazionale marocchino dei 400 metri ostacoli (2022)

2021
- Oro ai campionati marocchini juniores (Rabat), 400 m hs - 52"55

2022
- Oro ai campionati marocchini (Rabat), 400 m hs - 50"29

## Altre competizioni internazionali
2022
- 6º ai Giochi della solidarietà islamica ( Konya), 400 metri piani - 50"28
- Oro ai Giochi della solidarietà islamica ( Konya), staffetta 4x400 m - 3'03"76

2023
- Oro ai Campionati arabi U23 ( Radès), 400 m hs - 50"12
- Oro ai Campionati arabi U23 ( Radès), staffetta 4x400 m - 3'08"23
- Oro ai Campionati arabi ( Marrakech), 400 m hs - 49"66
- Oro ai Giochi arabi ( Algeri), 400 m hs - 51"46